# Verkiezingen voor het Europees Parlement 2014/Kandidatenlijst/Vivant
Dit is de kandidatenlijst voor het Belgische Vivant voor de Europese verkiezingen van 2014.

## Effectieven
1. Andreas Meyer

## Opvolgers
1. Michael Balter
2. Ursula Wiesemes
3. Alain Mertes
4. Christel Meyer
5. Tony Brusselmans
6. Linda Nix